# 洛雷恩鎮區 (明尼蘇達州諾布爾斯縣)
洛雷恩鎮區（英語：Lorain Township）是位於美國明尼蘇達州諾布爾斯縣的一個行政鎮區。

## 地方資料
洛雷恩鎮區的面積為90.79平方千米，當中陸地面積為89.72平方千米，而水域面積為1.07平方千米。根據2020年美國人口普查的數據，當地共有人口301人，而人口密度為每平方千米3.32人。